# Teateråret 1911

## Händelser

### Januari
- 31 januari - August Strindbergs pjäs Riksföreståndaren har urpremiär på Dramaten i Stockholm [1].
- 26 - Richard Strauss' opera Rosenkavaljeren har urpremiär i Dresden, Tyskland [2].

### Okänt datum
- Knut Michaelson blir chef för Nya Intima teatern

## Årets uppsättningar

### Okänt datum
- Algot Sandbergs pjäs 33.333 uruppförs på Folkteatern i Stockholm.
- Gustaf von Numers pjäs Bakom Kuopio från 1890 har premiär på Lilla Teatern i Stockholm
- Gustaf von Numers pjäs Svärmor kommer (Pastor Jussilainen) från 1895 har svensk premiär på Lilla Teatern i Stockholm.
- Richard Strauss opera Rosenkavaljeren (Der Rosenkavalier) med libretto av Hugo von Hofmannsthal uruppförs på Hofoper i Dresen Tyskland

## Födda
- 17 augusti - Per Schwab (död 1971), svensk konstnär och teaterchef.

## Avlidna
- 6 juni - Frithiof Strömberg, 32, svensk skådespelare och operasångare.